# Monte Elgon
O Monte Elgon é um vulcão em escudo extinto, situado sobre a fronteira Quénia-Uganda a norte de Kisumu e a oeste de Kitale. Nas suas encostas cultiva-se café.
O seu ponto mais alto, denominado Wagagai, fica em território ugandês e atinge a altitude de 4321 m, fazendo dela a 17.ª mais alta montanha da África. Outros pontos elevados são Sudek (4302 m), no Quénia e Koitobos (4222m), também no lado do Quénia. Tem um isolamento topográfico de 339 km.